# 대전광역시의 사찰 목록
다음은 대전광역시의 사찰이다.
- 고산사 - 대전광역시 동구 대전로316번길 205 (조계종)
- 내원사 - 대전광역시 서구 배재로197번길 200 (태고종)
- 복전암 - 대전광역시 중구 부사로 70 (선학원)
- 심광선원 - 대전광역시 동구 대전로 592-20 (선학원)
- 구암사 - 대전광역시 유성구 북유성대로487번길 130
- 비래사 - 대전광역시 대덕구 비래골길 47-74

## 같이 보기
- 한국의 사찰 목록